# Raymond Mastrotto
Raymond Mastrotto (Auch, 1 de novembre de 1934 - L'Abatut, 11 de març de 1984) va ser un ciclista francès que fou professional entre 1958 i 1968. En el seu palmarès destaca el Critèrium del Dauphiné Libéré de 1962 i una victòria d'etapa al Tour de França de 1967. El 1968 la seva carrera va ser interrompuda després d'haver estat atropellat per un cotxe durant un entrenament. Era anomenat el Bou de Nay.
Cada any, durant el juliol, se celebra una cursa cicloturista a Nay en record seu: la Raymond Mastrotto, sobre 105 quilòmetres i tenint com a major dificultat els colls de l'Aubisque i del Soulor.

## Palmarès
- 1956
  - 1r a la Ruta de França
- 1957
  - 1r a la Ruta de França
  - 1r a la París-Chauny
- 1958
  - Vencedor d'una etapa al Circuit d'Aquitània
  - Vencedor d'una etapa de la Cursa de la Pau
- 1959
  - 1r al Tour de l'Arieja i vencedor d'una etapa
  - 1r a la Promotion Pernod
  - Vencedor d'una etapa del Critèrium del Dauphiné Libéré i 1r al Gran Premi de la Muntanya
  - Vencedor d'una etapa al Tour de Gard
- 1960
  - 1r al Circuit dels Pirineus
  - 1r a la Challenge Sédis
  - 1r a la Promotion Pernod
  - 1r al Prestige Pernod
  - Vencedor d'una etapa del Critèrium del Dauphiné Libéré
- 1961
  - 1r al Premi de Villards-de-Lans
- 1962
  - 1r al Critèrium del Dauphiné Libéré
  - Vencedor d'una etapa de la Bicicleta Eibarresa
- 1966
  - 1r a la Boucle del Baix Llemosí
- 1967
  - Vencedor d'una etapa al Tour de França

### Resultats al Tour de França
- 1959. Abandona (15a etapa)
- 1960. 6è de la classificació general
- 1961. 19è de la classificació general
- 1962. 29è de la classificació general
- 1964. 28è de la classificació general
- 1965. 39è de la classificació general
- 1966. 50è de la classificació general
- 1967. 36è de la classificació general i vencedor d'una etapa